# Unité urbaine de Figeac
L'unité urbaine de Figeac est une unité urbaine française centrée sur Figeac, sous-préfecture du Lot.

## Données générales
Dans le zonage réalisé par l'Insee en 1999, l'unité urbaine était composée de deux communes.
Dans le zonage réalisé en 2010, l'unité urbaine était composée de cinq communes, les communes de Capdenac, Capdenac-Gare et Lunan) ayant été ajoutées au périmètre. Quatre communes sont situées dans le département du Lot (arrondissement de Figeac) et une en Aveyron
Dans le nouveau zonage réalisé en 2020, elle est composée de six communes, toutes situées dans le département du Lot. La commune de Capdenac-Gare, présente dans le zonage de 2010, a été retirée du périmètre et constitue désormais l'unité urbaine de Capdenac-Gare dans l'Aveyron. Par contre, les communes de Camburat et Lissac-et-Mouret ont été ajoutées.
En 2022, avec 13 378 habitants, elle représente la 2e unité urbaine du département du Lot et occupe le 41e rang dans la région Occitanie.
En 2021, sa densité de population s'élève à 164 hab/km2. Par sa superficie, elle ne représente que 1,56 % du territoire départemental mais, par sa population, elle regroupe 7,65 % de la population du département du Lot.

## Composition 2020 de l'unité urbaine
Elle est composée des six communes suivantes :
| Nom                   | Code Insee | Département | Statut       | Superficie (km2) | Population (dernière pop. légale) | Densité (hab./km2) | Modifier                                    |
| --------------------- | ---------- | ----------- | ------------ | ---------------- | --------------------------------- | ------------------ | ------------------------------------------- |
| Figeac (ville-centre) | 46102      | Lot         | ville-centre | 35,16            | 9 757 (2022)                      | 278                | modifier les données · modifier les données |
| Camburat              | 46053      | Lot         | banlieue     | 8,03             | 445 (2022)                        | 55                 | modifier les données · modifier les données |
| Capdenac              | 46055      | Lot         | banlieue     | 10,90            | 1 070 (2022)                      | 98                 | modifier les données · modifier les données |
| Lissac-et-Mouret      | 46175      | Lot         | banlieue     | 15,55            | 943 (2022)                        | 61                 | modifier les données · modifier les données |
| Lunan                 | 46180      | Lot         | banlieue     | 6,15             | 614 (2022)                        | 100                | modifier les données · modifier les données |
| Planioles             | 46221      | Lot         | banlieue     | 5,85             | 549 (2022)                        | 94                 | modifier les données · modifier les données |

## Évolution démographique
L'évolution démographique ci-dessous concerne l'unité urbaine selon le périmètre défini en 2020.
| 1968   | 1975   | 1982   | 1990   | 1999   | 2010   | 2015   | 2021   |
| ------ | ------ | ------ | ------ | ------ | ------ | ------ | ------ |
| 11 605 | 12 327 | 12 198 | 12 127 | 12 379 | 13 303 | 13 318 | 13 376 |

#### Données générales
- Unité urbaine en France
- Aire d'attraction d'une ville
- Liste des unités urbaines de France

#### Données démographiques en rapport avec l'unité urbaine de Figeac
- Aire d'attraction de Figeac
- Arrondissement de Figeac

#### Données démographiques en rapport avec le Lot
- Démographie du Lot